# Arc-et-Senans
Arc-et-Senans – miejscowość i gmina we Francji, w regionie Burgundia-Franche-Comté, w departamencie Doubs.
Według danych na rok 1990 gminę zamieszkiwało 1277 osób, a gęstość zaludnienia wynosiła 85 osób/km² (wśród 1786 gmin Franche-Comté Arc-et-Senans plasuje się na 125. miejscu pod względem liczby ludności, natomiast pod względem powierzchni na miejscu 209.).
Na terenie gminy 14 września 2003 roku miał miejsce start 47 edycji Pucharu Gordona Bennetta